# ربکا پوس دل تورو

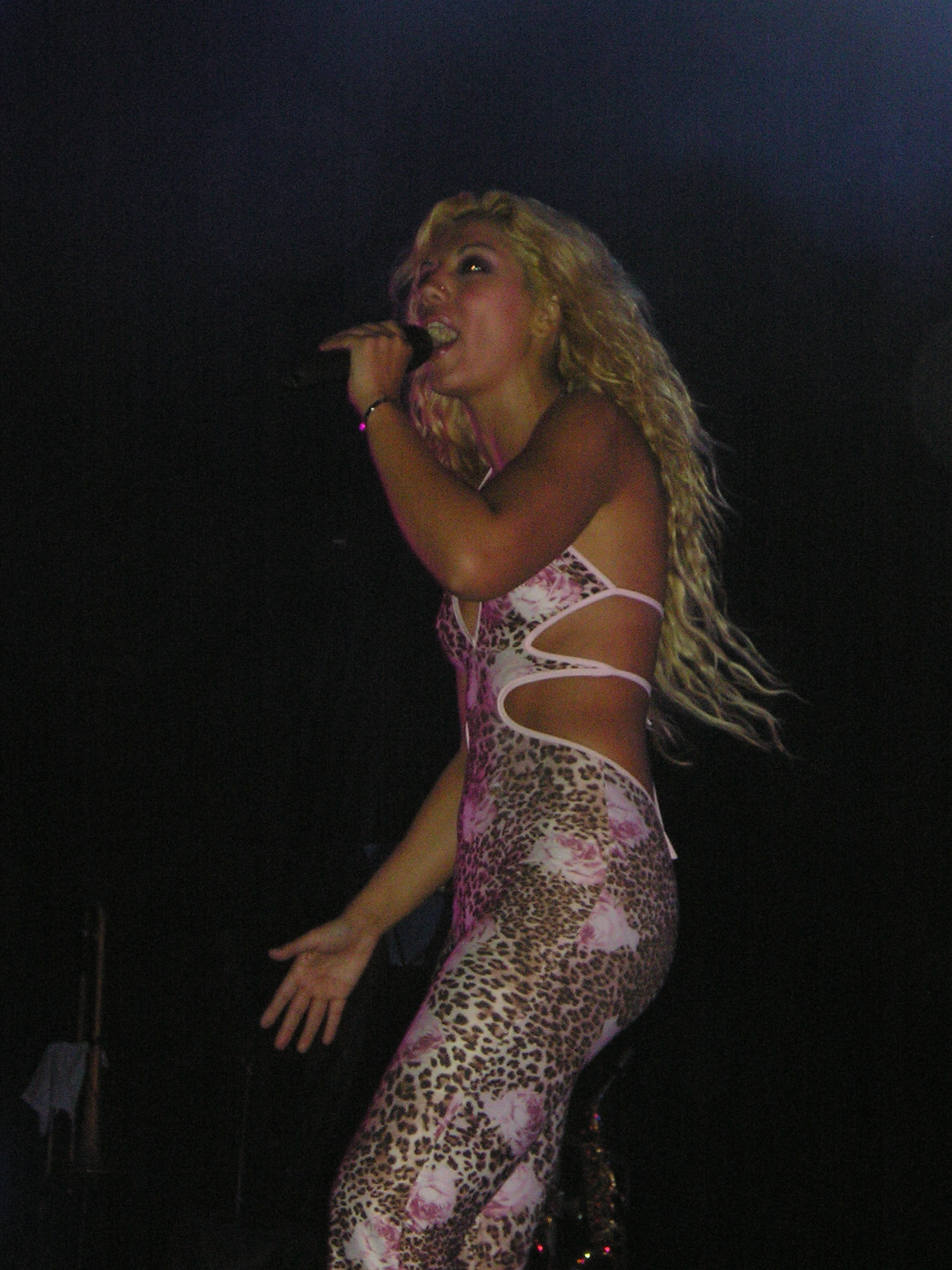

ربکا پوس دل تورو (بارسلون، ۱ نوامبر ۱۹۷۴) خواننده، ترانه سرا و بازیگر اسپانیایی است. فعالیت موسیقایی ربکا در سال ۱۹۹۵ با تک آهنگ‌های " بیش از یک ترفند " و "قلب، قلب " تحت عنوان Max music آغاز شد.